# Satchelliella ussurica
Satchelliella ussurica är en tvåvingeart som beskrevs av Wagner 1994. Satchelliella ussurica ingår i släktet Satchelliella och familjen fjärilsmyggor. Inga underarter finns listade i Catalogue of Life.